# Sandringham

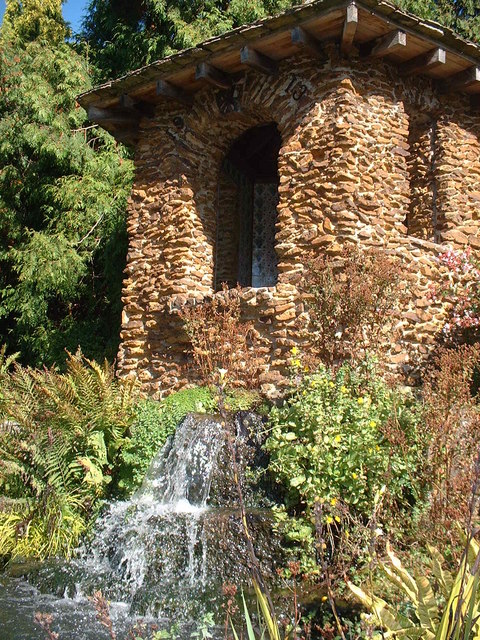
Queen Alexandra's Nest.

Sandringham är en by och en civil parish i Storbritannien. Den ligger i grevskapet Norfolk och riksdelen England, i den sydöstra delen av landet, 150 kilometer norr om huvudstaden London.

## Beskrivning
Byn ligger cirka 2 kilometer söder om staden Dersingham och cirka 60 kilometer nordväst om Norwich. År 2001 hade Sandringham en befolkning som uppgick till 402 personer, fördelade på 176 hushåll. Byn ingår i storkommunen King's Lynn and West Norfolk.

### Sandringham House
Sandringham är mest känt för att kungahusets lantställe Sandringham House ligger här. Denna bostad har sedan 1860-talet varit en av kungafamiljens mest omtyckta och det är här den kungliga familjen av tradition brukar fira jul.
Drottning Viktoria köpte och skänkte 1863 Sandringham House till sin äldste son, prins Albert Edvard, prins av Wales – den blivande kung Edvard VII. Han och hans hustru Alexandra lät riva det existerande huset och lät istället uppföra det stora hus, som står där än idag. 
Sandringham House tillhör inte den brittiska kronan/staten, utan är kung Charles III:s privata egendom. I närheten ligger det kungliga stuteriet, där kungens kapplöpningsstall är beläget.